# La valle dell'oro
La valle dell'oro (The Lucky Texan) è un film del 1934 diretto da Robert N. Bradbury.

## Trama
Jerry, il fabbro del paese, e il suo socio Jake Benson - vecchio amico di suo padre - trovano una pepita d'oro nello zoccolo di un cavallo. Con l'aiuto di un cane randagio, rintracciano l'origine dell'oro in un vicino torrente. I due, ingenuamente, vendono l'oro a Harris e Cole, due truffatori che cercano di trarre vantaggio dalla scoperta del torrente aurifero facendo firmare un rogito per il suo ranch.
Al Miller, il figlio dello sceriffo, rapina la banca locale ferendo gravemente Williams, uno degli impiegati ma del reato viene incolpato Jake. Jerry, però, riesce a catturare Al e a discolpare l'amico, restituendo il denaro rubato. Betty, la nipote di Jake, che è appena tornata dal college, scopre che il duo di lestofanti è convinto di aver ucciso Jake e, di conseguenza, Harris e Cole rivendicano la terra del supposto morto. Quest'ultimo, però, è sopravvissuto al tentato omicidio e, travestito da donna, assiste al processo dove si dibatte sulla sua morte. Sempre fingendosi una donna, testimonia contro i due ma la sua gonna che si impiglia nella sedia rivela la sua vera identità. Riconoscendolo, Harris e Cole scappano via, ma sono catturati da Jerry e da Jake che riesce così a rientrare in possesso delle sue proprietà. Ora, finalmente al sicuro dai ladri, Betty e Jerry possono sposarsi.

## Produzione
Il film fu prodotto dalla Paul Malvern Productions come Lone Star Picture.
Venne girato in California, a Kernville e al Trem Carr Ranch di Placerita Canyon Road, a Newhall

## Distribuzione
Distribuito negli Stati Uniti dalla Monogram Pictures, il film uscì nelle sale il 22 gennaio 1934.